# Flins-Neuve-Église
Flins-Neuve-Église is een gemeente in het Franse departement Yvelines (regio Île-de-France) en telt 150 inwoners (1999). De plaats maakt deel uit van het arrondissement Mantes-la-Jolie.

## Geografie
De oppervlakte van Flins-Neuve-Église bedraagt 1,2 km², de bevolkingsdichtheid is 125,0 inwoners per km².
De onderstaande kaart toont de ligging van Flins-Neuve-Église met de belangrijkste infrastructuur en aangrenzende gemeenten.

## Demografie
Onderstaande figuur toont het verloop van het inwonertal (bron: INSEE-tellingen).